# Internazionali d'Italia 1999 - Qualificazioni doppio femminile
Le qualificazioni del doppio femminile dell'Internazionali d'Italia 1999 sono state un torneo di tennis preliminare per accedere alla fase finale della manifestazione. I vincitori dell'ultimo turno sono entrati di diritto nel tabellone principale. In caso di ritiro di uno o più giocatori aventi diritto a questi sono subentrati i lucky loser, ossia i giocatori che hanno perso nell'ultimo turno ma che avevano una classifica più alta rispetto agli altri partecipanti che avevano comunque perso nel turno finale.

## Giocatrici

### Teste di serie
1. Jana Kandarr /  Samantha Reeves (secondo turno, Lucky Losers)

1. Nathalie Dechy /  Nadia Petrova (secondo turno)

### Qualificate
1. Larissa Schaerer /  Magüi Serna

#### Lucky Losers
1. Jana Kandarr /  Samantha Reeves

## Tabellone qualificazioni

### Legenda
| - Q = Qualificato - WC = Wild card - LL = Lucky loser | - ALT = Alternate - SE = Special Exempt - PR = Protected Ranking | - w/o = Walkover - r = Ritirato - d = Squalificato |

|  | Primo turno | Primo turno                   | Primo turno                   |                              |                              | Secondo turno | Secondo turno | Secondo turno |  |  | Ultimo turno | Ultimo turno                  | Ultimo turno |
|  |             |                               |                               |                              |                              |               |               |               |  |  |              |                               |              |
|  | 1           | Jana Kandarr Samantha Reeves  |                               |                              |                              |               |               |               |  |  |              |                               |              |
|  |             | Bye                           |                               |                              |                              |               |               |               |  |  |              |                               |              |
|  |             | 1                             | Jana Kandarr Samantha Reeves  | 8                            |                              |               |               |               |  |  |              |                               |              |
|  |             |                               |                               | 8                            |                              |               |               |               |  |  |              |                               |              |
|  |             |                               | Flavia Pennetta Roberta Vinci | 9                            |                              |               |               |               |  |  |              |                               |              |
|  |             | Flavia Pennetta Roberta Vinci | Flavia Pennetta Roberta Vinci | 9                            | 8                            |               |               |               |  |  |              |                               |              |
|  |             | Flavia Pennetta Roberta Vinci |                               |                              | 8                            |               |               |               |  |  |              |                               |              |
|  |             | Kristina Brandi María Vento   | 4                             |                              |                              |               |               |               |  |  |              |                               |              |
|  |             |                               |                               |                              |                              |               |               |               |  |  |              | Flavia Pennetta Roberta Vinci | 6            |
|  |             |                               |                               | Larissa Schaerer Magüi Serna | 8                            |               |               |               |  |  |              |                               |              |
|  |             | Larissa Schaerer Magüi Serna  | 8                             |                              |                              |               |               |               |  |  |              |                               |              |
|  |             | Jill Craybas Anne Kremer      | 5                             |                              |                              |               |               |               |  |  |              |                               |              |
|  |             | Jill Craybas Anne Kremer      | 5                             |                              | Larissa Schaerer Magüi Serna | 8             |               |               |  |  |              |                               |              |
|  |             |                               |                               |                              | Larissa Schaerer Magüi Serna | 8             |               |               |  |  |              |                               |              |
|  |             | 2                             | Nathalie Dechy Nadia Petrova  | 5                            |                              |               |               |               |  |  |              |                               |              |
|  |             | 2                             | Nathalie Dechy Nadia Petrova  | 5                            | Bye                          |               |               |               |  |  |              |                               |              |
|  |             |                               |                               |                              |                              |               |               |               |  |  |              |                               |              |
|  | 2           | Nathalie Dechy Nadia Petrova  |                               |                              |                              |               |               |               |  |  |              |                               |              |